# Slow jam
Slow jam  é um subgênero do R&B e estilo musical. Descrito como  baladas de R&B, soul, neo soul e canções downtempo que soam quase sempre suaves, com conteúdo lírico muito emocional ou romântico. O primeiro uso conhecido do termo é a faixa slow jam do grupo Midnight Star, contida em seu álbum "No Parking on the Dance Floor" de 1983.
A revista Essence fez uma lista das "25 melhores músicas lentas de todos os tempos", contendo músicas das décadas de 1970, 1980 e 1990. Já a Complex fez uma lista de 100 slow jams em "As melhores músicas para colocar você no clima".